# Tetraneuris verdiensis
Tetraneuris verdiensis là một loài thực vật có hoa trong họ Cúc. Loài này được R.A.Denham & B.L.Turner miêu tả khoa học đầu tiên năm 1996.